# 新庄市陸上競技場
新庄市陸上競技場（しんじょうしりくじょうきょうぎじょう）は、山形県新庄市の運営するスタジアムである。
新庄市民球場に隣接し、東山運動公園内に設置されている。1977年に竣工された。フィールドは天然芝だが、トラックはクレーで、400m×8レーン。
毎年、新庄市陸上競技場を発着地として新庄最上地区ロードレース大会が開催されており、これが最大の大会である。かつては、日本最大の歩くスキー大会である「全日本ラングラウフ新庄大会」の会場としても使われていた(現在は会場を大蔵村湯の台に移転している)
施設改修により障害走路、ハンマー投用のサークル・ネット等を設置したが、近年老朽化が著しい。

## 施設概要
- 収容人数 7,050人（座席数1,050・メインスタンドのみ固定座席、他は芝生席）

## アクセス
- 山形新幹線他新庄駅徒歩20分

## 東山運動公園内の他の施設
- 新庄市民球場